# Henry García
Henry Antonio García Orozco (ur. 3 sierpnia 1991 w Diriambie) – nikaraguański piłkarz występujący na pozycji skrzydłowego lub ofensywnego pomocnika, reprezentant Nikaragui, od 2020 roku zawodnik Realu Estelí.